# Kollund
Kollund – miasto w Danii, w regionie Dania Południowa, w gminie Aabenraa.